# Slaget vid Helgeå
Slaget vid Helgeå var ett sjöslag år 1025 mellan den danske kungen Knut den stores styrkor på ena sidan och de allierade norsk-svenska styrkorna under kungarna Olof Digre (sedermera Olav den helige) och Anund Jakob på den andra.

## Dateringen av slaget
I den anglosaxiska krönikan står under året 1025: "Detta år for kung Knut till Danmark med skepp till holmen vid den heliga ån, och där kom emot honom Ulf och Eilif och en övermåttan stor här, både landhär och flotta, från Svitjod, och där blev många dräpta för Knut, både danskar och engelsmän, och då hade svenskarna valplatsen."
I vissa texter framskymtar att slaget skulle stått 1027 vilket motsägs av att Kung Knut vid påsktid detta år var på pilgrimsresa hos påven i Rom. I ett bevarat brev, skrivet i Rom till bl.a. ärkebiskoparna i York och Canterbury berättar kungen om svenskarna och norrmännen "som, om det var dem mulig, vilde berøve os riket og livet; men de kunde ikke; for Gud tilintetgjorde deres styrke".

## Olika skildringar av slaget
Förutom den anglosaxiska krönikan och kung Knuts brev finns flera, relativt tidiga, källor för detta slag, vilka delvis berättar olika saker. 

### Saxo Grammaticus
Dansken Saxo Grammaticus från slutet av 1100-talet berättar så detaljerat om platsen att man kan misstänka att han själv väl känt till området och att hans berättelse vilar på en inhemsk skånsk version.
Svenskarna hade satt sig fast på en ö och danskarna gick i land "i närheten av den och slog bro mitt över ån; här utvidgar sig den nämligen så att den mer liknar en stor, stillastående sjö än en å." Under den efterföljande striden brast träbron och danskarna drunknade i stort antal. Svenskhövdingen Ulf insåg att han var instängd med sina skepp, tog därför på natten med några mindre skepp sina soldater över från ön till fastlandet och undkom till fots. Kung Knut gav då order att "sjön skulle undersökas, och han lät liken efter de drunknade, som blev uppfiskade med krokar och bottengarn, begrava vid byn Åsum, som ligger vid ån".
Saxos beskrivning stämmer till fullo med Helgeås nedre lopp söder om nuvarande Kristianstad. Helgeå vidgar sig här till den stora Hammarsjön. Direkt invid sjön ligger än i dag Norra Åsums kyrka.

### Snorre Sturlasson
Snorre Sturlasson beskriver också slaget vid Helgeå. I hans version är svenske och norske kungen tillsammans på flottan som ligger utanför åmynningen. Olof begav sig upp till sjön från vilken Helgeå rinner och bygger här en dammbarriär av trä och torv och dämde på detta sätt upp ån. I den torrlagda ådalen placerades stora trädstammar. När kung Knut med sina skepp kom fram till åmynningen såg han att fiendens flotta utrymt inloppet och han ankrade därför här. Under natten bröt emellertid norrmännen fördämningen, åfåran fylldes snabbt med vatten och de lösa trästammarna kom forsande mot danskarnas skepp. Många skadades svårt och samtidigt anföll fienden. Efter en hård strid drog sig emellertid den svensk-norska flottan tillbaka medan kung Knuts skepp var alltför skadade för att fortsätta striden. Knuts fiender rodde snabbt österut längst landet.

### Ottar svarte
Den samtida isländske skalden Ottar svarte skaldade om slaget:
Givmilde konung,
Du slog svearna vid Helgeå,
där ulvinnan fick mycket ulvamat;
fruktansvärde konung,
du försvarade landet mot två furstar,
där korpen inte svalt;
du handlade raskt gentemot
männen.

## Platsen för slaget
Flera olika platser har framförts som tänkbara slagfält.

### Vid Helge å
Vid Hammarsjön i nordöstra Skåne låg den stora vikingatida handelsplatsen Köping, senare Elleköping. Detta faktum kan förklara varför den svenska flottan lagt sig här i avvaktan på att landhären skulle bryta in i Skåne norrifrån. Landhären blev slagen av danskarna vid Stångby, en ort i Skåne som inte säkert kan bestämmas. 
Saxo berättar att slaget stod på den bro som danskarna slagit över till en ö i den av ån bildade stora sjön samt att de stupade begravdes "vid Åsum". Stranden nedanför Åsums kyrka bildar ett stort näs ut i sjön, i dag avskiljt från fastlandet genom en låglänt äng. Helgeå bröt emellertid på 1700-talet nytt utlopp i Östersjön och Hammarsjöns vattenyta sjönk då en meter. Platsen nedanför Åsum kyrka var alltså förr en ö, det vill säga en topografisk bild helt i enlighet med Saxo. Nere vid stranden har man också påträffat en trolig massgrav "från tidig medeltid". Grävningen var dock ytterst begränsad och endast tre mansskelett tillvaratogs. 
Eftersom Olof Digre efter flykten från Helgeå satt instängd i Östersjön beslöt han sig för att med sin norska här tåga hem landvägen. Norrmannen Hårek från Tjotta (Tjötta) vägrade emellertid och beslöt sig i stället för att med ett ensamt krigsskepp försöka ta sig igenom Öresund:
"Hårek gjorde som han hade sagt, bidde vind och seglade sedan åt väster utanför Skåne, till dess han kom till Hölunum (Höllviken)." Beskrivningen stämmer också här väl med att Hårek lämnat flottan vid Blekingekusten.

### Mälarområdet
Under senare år har en hypotes förts fram att slaget skulle ha stått vid någon av åmynningarna i sydöstra Uppland. De skriftliga källorna verkar dock ge svagt stöd åt denna hypotes. Snorre skriver till exempel: ”Så snart kung Knut sett, att Norges kung och sveakungen styrde i öster utmed landet, lät han några män rida landevägen dag och natt, allt som kungarna seglade fram. Han hade på så sätt alltid besked om deras här, och när han sporde, att en stor del av folket övergivit kungarna och seglat hem, styrde han åter till Själland och lade sig med hela hären i Öresund; en del låg vid Skåne, en annan vid Själland.”
Danskarna skulle svårligen kunnat ha sänt ut beridna styrkor uppe i Mälarområdet. Att man dessutom seglade österut stämmer med Blekinges kust. För kung Knut har det självklart varit viktigt att blockera hemvägen för den norska flottan. Han lade därför sin flottan på två ankringsplatser i södra Öresund, en på den skånska sidan och den andra på den själländska.
Hypotesen om att slaget skulle ha ägt rum i Helgaå söder om Uppsala bygger på ett antal myntfynd präglade i Sigtuna med iskriptionenen CNUD REX SV, samt ett brev från 1027 där han titulerades "konung över en del av svearna". Vanligen tolkas mynten dock som en kopia efter dansk förlaga; man har även funnit mynt som utgivit Olof Skötkonung för att vara engelsk kung. Vidare anses Snorres beskrivning, som skrevs ett par hundra år senare, bygga på en primärare källa men att Snorre själv kanske inte kände till platserna i Uppland och formade sin text utifrån förhållandena i och runt Skåne.